# Morinda leptocalama
Morinda leptocalama är en måreväxtart som beskrevs av Herbert Fuller Wernham. Morinda leptocalama ingår i släktet Morinda och familjen måreväxter. Inga underarter finns listade i Catalogue of Life.